# 9 Андромеды
9 Андромеды (лат. 9 Andromedae), AN Андромеды (лат. AN Andromedae), HD 219815 — двойная затменная переменная звезда типа Беты Лиры (EB) в созвездии Андромеды на расстоянии приблизительно 460 световых лет (около 141 парсека) от Солнца. Видимая звёздная величина звезды — от +6,11 до +5,96m. Орбитальный период — около 3,2195 суток.

## Характеристики
Первый компонент — белая Am-звезда спектрального класса A7mIII-IV, или A7V, или A7m. Масса — около 2,48 солнечных, радиус — около 3,51 солнечных, светимость — около 49,2 солнечных. Эффективная температура — около 8200 K.
Второй компонент — белая звезда спектрального класса A8V. Масса — около 1,32 солнечной, светимость — около 17,5 солнечных. Эффективная температура — около 6330 K.